# Kumluova, Fethiye
Kumluova là một thị trấn thuộc huyện Fethiye, tỉnh Muğla, Thổ Nhĩ Kỳ. Dân số thời điểm năm 2011 là 3.442 người.